# 寄生虫病予防法
寄生虫病予防法（きせいちゅうびょうよぼうほう、昭和6年4月2日法律第59号）は、日本の寄生虫病の予防に関する法律である。
1932年（昭和7年）8月1日施行。1994年（平成6年）11月11日、許可、認可等の整理及び合理化に関する法律（平成6年11月11日法律第97号）により廃止された。法律の内容は、感染症の予防及び感染症の患者に対する医療に関する法律へ引き継がれている。
制定時の条文は8条で、関係省庁は内務省。廃止直前の条文は11条で、厚生省保健医療局結核感染症課（現：健康・生活衛生局感染症対策課）が所管していた。

## 内容
寄生虫病の予防及び寄生虫病患者に対する適正な医療の普及を図ることによって、寄生虫病が個人的にも社会的にも害を及ぼすことを防止し、もって公共の福祉を増進することを目的として制定された法律である。
この法で予防の対策とされた寄生虫病は、回虫病、十二指腸虫病、日本住血吸虫病、肝臓ジストマ病および主務大臣が指定するものとされた。
1956年の「寄生虫病予防法の一部を改正する法律（昭和31年12月10日法律第171号）」による改正では、日本住血吸虫病の予防のため、この病原虫の中間宿主である巻貝（ミヤイリガイ）が棲息する地域の河川や水路をコンクリート製の溝渠にする基本計画の策定およびその実施に関する条項が加えられた。

### 制定時の内容
寄生虫病の予防について地方長官に必要な命令を発し、または処分をなす権能を賦与し、必要な場合には地方住民の健康診断、糞便検査その他をすることができる（2条、3条）。
市町村は地方長官の命令に従い寄生虫病予防または治療の施設をなす義務を負担させられる（4条）。
施行について北海道においては例外がある（5～7条）。
地方長官の命令または処分に違反した者は50円以下の罰金または過料の制裁を受ける（8条）。
関係法規に寄生虫病予防法施行規則（昭和7年内務省令第30号）があった。